# Thomas Bergmann
Thomas Bergmann (Vienna, 20 settembre 1989) è un calciatore austriaco, difensore del Götzens.

## Carriera
Debutta il 26 febbraio 2011 nella vittoria per 2-0 contro il Mattersburg.